# Spaltsinnesorgan
Spaltsinnesorgane sind die Sensoren für Substratvibrationen bei Gliederfüßern, z. B. bei Webspinnen. Spaltsinnesorgane können zu einem lyraförmigen Organ zusammengefasst sein. Mehrere, bis über 20 parallel ausgerichtete Spaltsinnesorgane bilden dabei eine Gruppe, die der Wahrnehmung des Reizes dient. Meist sind die Spaltsinnesorgane  an den Gelenken der Laufbeine angeordnet. Sie ermöglichen z. B. den Spinnen das Erkennen von Beute oder Feinden durch Substratschwingungen. 

## Funktionsweise
Die Übertragung des Reizes geschieht von den Tarsen als Verformung oder Spannungsänderung der Cuticula auf eine eingesenkte, 15 bis 120 µm lange Membran, in deren Mitte in einem Kopplungszylinder zwei mechanosensitive Dendriten enden. Der Reiz wird auf eine Dendritenfläche von nur 1 µm² fokussiert. Die Spaltsinnesorgane reagieren schon auf Schwingungsamplituden der Tarsen von 1 bis 10 nm. Mit der Schwingungsbeschleunigung korreliert die neuronale Antwort ab Frequenzen von 40 Hz, die Schwelle liegt bei etwa 8 mm/s². Die Beziehung zwischen Reiz und Reaktion ist logarithmisch, sodass ein Rezeptor die natürlich vorkommenden Beschleunigungen von 10 bis 1.000 mm/s² kodieren, die Amplitudenunterschiede jedoch schlecht auflösen kann. 
Durch die bis über 20 parallel ausgerichteten Spaltsinnesorgane eines lyraförmigen Organs erhöht sich die Vibrationsempfindlichkeit und der Kodierumfang, denn einzelne Spaltsinnesorgane können auf unterschiedliche Frequenzen abgestimmt sein. Spinnen entdecken laufende Beute neben anderen Sinneseindrücken, wie visueller Wahrnehmung, hauptsächlich durch Substratvibrationen. Dabei übertragen beispielsweise Pflanzenblätter Vibrationen in einem großen Frequenzbereich bis 5.000 Hz mit geringer Dämpfung. Nach 18 cm sinkt die Ausgangsamplitude auf die Hälfte.
Auf Spannungsänderungen der Cuticula antworten beide Dendriten eines Organs nur phasisch, ein Dendrit mit einem Spike und der andere mit einem Burst. Es ist noch nicht ganz erforscht, ob die rasche Adaptation ein Teil des Signaltransduktionsprozesses ist. Sie verhindert, dass permanente Spannungen beispielsweise durch das eigene Körpergewicht der Spinne in der Beincuticula, die Spaltsinnesorgane erregen. So wird ein gutes Verhältnis zwischen Signal und Rauschen und damit eine hohe Vibrationsempfindlichkeit ermöglicht.
In Lauerstellung tasten die acht Tarsen der Spinne wie Fühler auf dem Substrat das kreisförmige Umfeld von 360° ab. Dieser Abtastkreis hat bei Cupiennius salei (Gattung Ctenidae) einen Durchmesser von 10 cm, was zwischen den diagonal positionierten Tarsen zu Amplitudenunterschieden von bis zu 17 dB und Zeitunterschieden von bis zu 10 ms führt. Somit zeigt das stärkste oder als erstes vibrierende Bein der Spinne die genaue Richtung zur Reizquelle an. Radnetzspinnen zum Beispiel können sich auf 3 bis 4° genau zur Vibrationsstelle hin ausrichten. Es ist bisher noch nicht genau bekannt, ob diese Signale auch Entfernungsinformationen enthalten, sie könnten in Amplituden- oder in spektralen Reizdifferenzen zwischen unterschiedlich positionierten Tarsen vorhanden sein.